# Douglas Mawson
Douglas Mawson OBE, FRS, FAA (Shipley, Yorkshire, Inglaterra, 5 de mayo de 1882 - Brighton, Australia meridional, 14 de octubre de 1958) fue un geólogo y un reconocido explorador de la Antártida australiano de origen inglés. Como Roald Amundsen, Robert Falcon Scott, y Ernest Shackleton, Mawson comandó una importante expedición durante el edad heroica de la exploración de la Antártida. Entre las distinciones recibidas hay que destacar el de Sir y la Orden del Imperio Británico; fue miembro de la «Australian Academy of Science» y de la Royal Society. 
Nació en Shipley, Yorkshire (Inglaterra) y era el segundo hijo de Robert Ellis Mawson, un comerciante de ropa, y de Margaret Annquan. Cuando tenía dos años (1884) la familia se trasladó a Rooty Hill, cerca de Sídney (Australia). Estudió en la «Fort Street Model School» de Sídney y, más tarde, en la universidad de Sídney, desde 1899 hasta 1902, realizando la carrera de ingeniería de minas.
En 1907, Mawson formó parte como geólogo de la expedición británica en la Antártida encabezada por Ernest Shackleton. Con su mentor y amigo, el también geólogo Edgeworth David, participó en la primera ascensión al monte Erebus. Más tarde, fue un miembro del primer equipo que llegó al polo sur magnético, asumiendo el liderazgo en un retorno muy peligroso. Además, participó en la realización del primer libro creado íntegramente en la Antártida, el Aurora australis.
Mawson decidió encabezar su propia expedición, la Expedición Australiana a la Antártida, a la Tierra de Jorge V y a la Tierra Adelia, en la parte de la Antártida que queda al sur de Australia, que en aquella época estaba totalmente inexplorada. Hicieron una exploración geográfica y diversos estudios científicos, incluyendo el visitar el polo sur magnético. 

## Reconocimientos
En su honor el mar localizado frente a las costas antárticas que él exploró lleva hoy su nombre, mar de Mawson, como también lo lleva otro trozo de costa, la costa Mawson, bañada por el mar de la Cooperación. Asimismo, una de las bases antárticas, la base permanente de Australia ubicada la Tierra de Mac. Robertson también lleva su nombre, Base Mawson.